# Deptford Township
Deptford Township est un township américain situé dans le comté de Gloucester au New Jersey.

## Géographie
Deptford Township comprend les localités d'Almonesson, Blackwood Terrace, Clements Bridge, Good Intent, Jericho, New Sharon, Oak Valley, Salina, Westcottville et Woodbury Park.
La municipalité s'étend sur 17,61 milles carrés (45,61 km2) dont 0,25 mille carré (0,65 km2) d'étendues d'eau. Deptford Township accueille une partie la réserve naturelle des grands pins (Tall Pines State Preserve (en)). Cet ancien terrain de golf abandonné devient le parc naturel du comté.

## Histoire

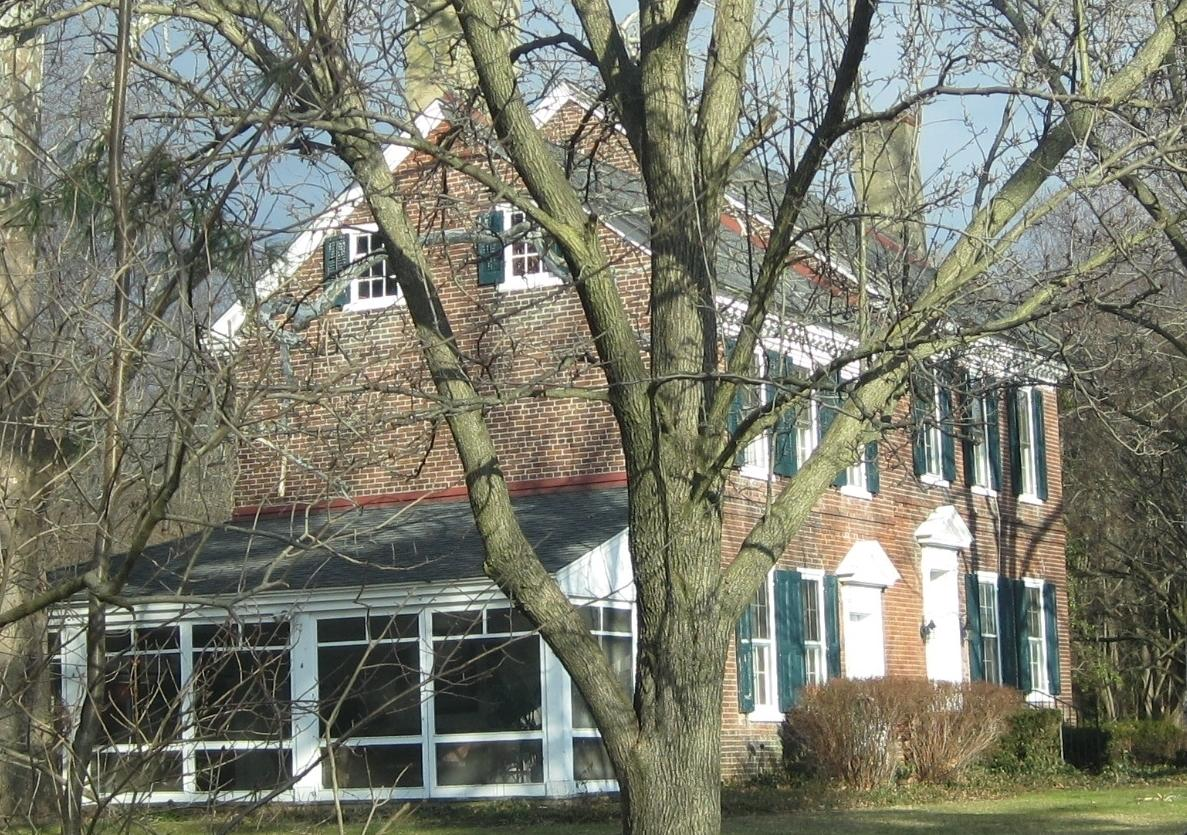
La maison de Benjamin Clark.

La première localité européenne du township est fondée par Cornelis Jacobszoon May en 1623. Le township est fondé le 1er juin 1695 sous le nom de Bethlehem. Il est incorporé le 21 février 1798 sous son nom actuel, qui fait référence au quartier londonien de Deptford. Deptford Township est l'un des townships originaux du comté de Gloucester.
Vers 1769, l'aile ouest de la maison de Benjamin Clark est construite. Durant la guerre d'indépendance des États-Unis, la ferme est plusieurs fois attaquée par les Britanniques. Le bâtiment aux briques rouges de style georgien tardif et fédéral est étendu en 1801 et 1940. Il est aujourd'hui inscrit au Registre national des lieux historiques.
Le 9 janvier 1793, la première montgolfière du pays, menée par Jean-Pierre Blanchard, part de Philadelphie et atterrit à Deptford. Une montgolfière apparaît aujourd'hui sur le logo de la municipalité,.
En 1836, une partie de son territoire forme le township de Washington. Plusieurs municipalités deviendront par la suite indépendantes du township de Deptford : la city de Woodbury en 1870, le township de West Deptford en 1871, puis les boroughs de Wenonah (1883), Westville (1914) et Woodbury Heights (1915). Au cours de son histoire, le township de Deptford passe ainsi d'une superficie de 106 milles carrés (275 km2) à seulement 18 milles carrés (47 km2),.
Après la Seconde Guerre mondiale, Deptford Township connaît une forte croissance démographique. Elle devient également une importante zone commerciale, avec l'implantation du Deptford Mall en 1975.

## Démographie
Lors du recensement de 2010, la population de Deptford Township est de 30 561 habitants. Elle est estimée à 30 430 habitants au 1er juillet 2018, en légère baisse par rapport à 2010. C'est la troisième municipalité la plus peuplée du comté.
Le revenu par habitant était en moyenne de 33 828 dollars par an entre 2013 et 2017, entre la moyenne nationale (31 177 dollars) et la moyenne du New Jersey (39 069 dollars). Sur cette même période, 7,6 % des habitants de Deptford Township vivaient sous le seuil de pauvreté (contre 9,5 % dans l'État et 11,8 % à l'échelle des États-Unis en 2018). Par ailleurs, 92,3 % de ses habitants de plus de 25 ans étaient diplômés d'une high school mais seulement 22,1 % possédaient au moins un bachelor degree (contre 89,2 % et 38,1 % au New Jersey, 87,3 % et 30,9 % aux États-Unis).
| Groupe          | Deptford Township (2017) | New Jersey (2018) | États-Unis (2018) |
| --------------- | ------------------------ | ----------------- | ----------------- |
| Blancs          | 74,0                     | 72,0              | 76,5              |
| Afro-Américains | 13,8                     | 15,0              | 13,4              |
| Amérindiens     | 0,0                      | 0,6               | 1,3               |
| Asiatiques      | 5,9                      | 10,0              | 5,9               |
| Océaniens       | 0,0                      | 0,1               | 0,2               |
| Métis           | 3,3                      | 2,3               | 2,7               |
|                 |                          |                   |                   |
| Hispaniques     | 7,4                      | 20,6              | 18,3              |